# Egyenlítői éghajlat
Az egyenlítői éghajlat az Egyenlítő mentén kialakult éghajlat. Egyetlen évszaka a nyár. Egyenletesen eloszló, sok csapadék (kb. 3000, de akár 5000 mm is lehet évente) és magas hőmérséklet jellemzi. Egész évben magas a hőmérséklet, évi átlagban a középhőmérséklet kb. 25-28 fok. Évi átlagos hőingás 2-3 fok. 
Szinte naponta érkezik eső, gyakran özönvízszerű felhőszakadás. A sok eső és a nagy meleg miatt a levegő páratartalma magas.
A folyók vízjárása egyenletes, a vízfolyások sok vizet szállítanak, hordalékban gazdagok. 
Az egyenlítői éghajlat talaja tápanyagban szegény, laterittalaj, mely sárga vagy vöröses színű, mivel vas és alumínium halmozódik fel benne. A tápanyagok jelentős részét a gyorsan növő fák azonnal felszívják, a maradékot pedig a sok eső kimossa (kilúgozódás). Felszínfejlődésére jellemző, hogy a felszínen vastag a málladéktakaró, a lefolyás nagy, így sokszor fordul elő csuszamlás, talajfolyás. Egyes helyeken tönkfelszínek is kialakulhatnak.
Természetes növénytakarója az esőerdő.